# Abdesalem Arus
Abdesalem Arus –en árabe, عبد السلام عروس– (nacido el 14 de enero de 1979) es un deportista tunecino que compitió en judo. Ganó dos medallas en el Campeonato Africano de Judo en los años 2000 y 2001.

## Palmarés internacional
| Campeonato Africano | Campeonato Africano | Campeonato Africano | Campeonato Africano |
| Año                 | Lugar               | Medalla             | Categoría           |
| ------------------- | ------------------- | ------------------- | ------------------- |
| 2000                | Argel (Argelia)     | Medalla de plata    | –81 kg              |
| 2001                | Trípoli (Libia)     | Medalla de bronce   | –81 kg              |